# DJ Robin
DJ Robin (* 2. Januar 1996 in Stuttgart; bürgerlich Robin Leutner) ist ein deutscher DJ und Partyschlagersänger, der zunächst vor allem durch seine Tätigkeit auf dem Cannstatter Volksfest in Stuttgart und im Bierkönig auf Mallorca bekannt wurde.

## Leben

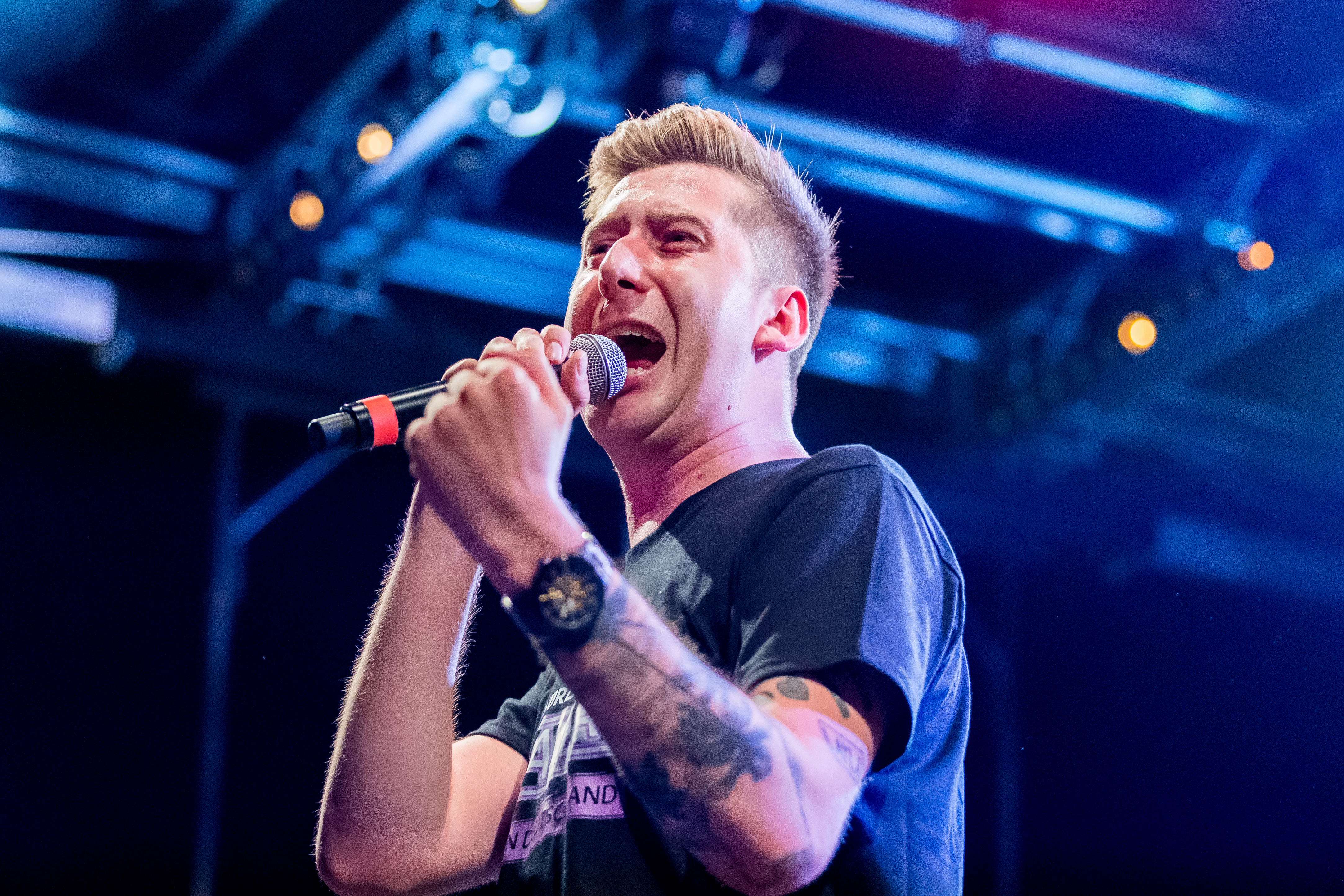
DJ Robin auf dem Beat & Eat Festival in Ladenburg (2022)

Robin Leutner besuchte die Realschule in der Glemsaue in Ditzingen und absolvierte eine Ausbildung zur Fachkraft für Lagerlogistik bei Trumpf. Er entdeckte früh seine Leidenschaft für die Musik und erlernte das Trompetespielen im Musikverein seiner Heimatstadt Ditzingen. Im Vordergrund stand aber seine Liebe für die Guggenmusik, und er engagierte sich mehr und mehr in der Fasnet. Er begann parallel in jungen Jahren als DJ tätig zu sein, insbesondere auf familiären Geburtstagsfeiern und im Freundeskreis. Im Laufe der Jahre vergrößerte sich das Publikum. Mit 17 Jahren spielte er seine erste öffentliche Veranstaltung, mit 18 erhielt er zum ersten Mal ein Engagement in einer Diskothek. 2018 trat er als DJ auf dem Cannstatter Wasen auf, wo er den Titel Cordula Grün coverte, der außerdem im Bierkönig populär wurde. 2019 wurde er Stadtprinz von Stuttgart.
2020 erhielt DJ Robin einen Festvertrag beim Bierkönig. Die Saison musste jedoch wegen der COVID-19-Pandemie abgebrochen werden. In der Folgezeit veröffentlichte er einige Partyschlager für den Ballermann. Da keine Live-Auftritte mehr möglich waren, bespielte er über den Winter 2020/2021 intensiv die Streaming-Plattform Twitch. Er veröffentlichte diverse Livestreams und übernahm zum Frühjahr und Sommer hin und wieder lokale Events. Außerdem brachte er seine eigene Gin-Marke heraus. Seit 2022 steht er wieder im Bierkönig auf der Bühne und tourt durch ganz Deutschland. Er wird vertreten durch Summerfield Booking aus Heiligenroth.
Im Frühling 2022 veröffentlichte er seinen ersten Charthit Layla zusammen mit dem Schlagersänger Schürze. Das Lied erreichte in Deutschland, Österreich und in der Schweiz die Chartspitze der Singlecharts.

## Diskografie
- 2018: Cordula Grün
- 2019: DJ auf Entziehungskur
- 2019: Party wie ein Rockstar
- 2019: Hüttenstyle
- 2020: Die Jungs vom Ballermann (mit Pepe Palme)
- 2021: Tomatensong 2.0 (mit Pepe Palme & Balineiro)
- 2021: Mallorca, wir sind auf dem Weg (mit Schmittinger)
- 2021: Alle chillen am Ballermann (mit Stefan Stürmer)
- 2022: Für immer Weiß und Rot
- 2022: Layla (mit Schürze)
- 2022: Lauch (mit 2 Engel & Charlie)
- 2023: Schwiegermutters Liebling (mit Schürze)
- 2023: Hotel
- 2023: Bumsbar (mit Ikke Hüftgold & Schürze)
- 2023: 24-6 (Scheißegal welcher Tag)
- 2023: Vatta Morgana
- 2023: Eins Zwei Polizei (mit Abrissgebeat)
- 2024: Ohrgasmus
- 2024: Wir und Bier (mit Julian Benz & Eddy Bock)
- 2024: Weißt du noch Malle
- 2024: Himalaya
- 2024: Kneipen von innen
- 2024: Links rechts (Snollebollekes feat. DJ Robin & Ikke Hüftgold)

## Auszeichnungen für Musikverkäufe
Anmerkung: Auszeichnungen in Ländern aus den Charttabellen bzw. Chartboxen sind in ebendiesen zu finden.
| Land/RegionAuszeichnungen für Musikverkäufe (Land/Region, Auszeichnungen, Verkäufe, Quellen) | Gold     | Platin     | Verkäufe | Quellen           |
| -------------------------------------------------------------------------------------------- | -------- | ---------- | -------- | ----------------- |
| Deutschland (BVMI)                                                                           | 2× Gold2 | Platin1    | 900.000  | musikindustrie.de |
| Österreich (IFPI)                                                                            | —        | Platin1    | 30.000   | ifpi.at           |
| Schweiz (IFPI)                                                                               | —        | Platin1    | 20.000   | hitparade.ch      |
| Insgesamt                                                                                    | 2× Gold2 | 3× Platin3 |          |                   |